# Haisnes
Haisnes är en kommun i departementet Pas-de-Calais i regionen Hauts-de-France i norra Frankrike. Kommunen ligger i kantonen Douvrin som tillhör arrondissementet Béthune. År 2022 hade Haisnes 4 411 invånare.

## Befolkningsutveckling
Antalet invånare i kommunen Haisnes
| Referens: INSEE |